# ランピー・グレイヴィ
『ランピー・グレイヴィ』（Lumpy Gravy）は、フランク・ザッパが1968年に発表したアルバム。マザーズ・オブ・インヴェンションとの連名ではなく、初の個人名義のアルバムとなった。

## 解説
本作は、キャピトル・レコードのプロデューサーのニック・ヴェネットが、ザッパにオーケストラ・アルバムの制作を依頼したことから作られた。そして、1967年2月から3月にかけて、多くのミュージシャンを集めたAbnuceals Emuukha Electric Symphony Orchestraの演奏による録音が行われ、同年夏には発売が予定されていたが、当時ヴァーヴ・レコードを傘下に収めていたMGMレコードからクレームが付いた。（ザッパはレコーディング･アーティストとしての契約がヴァーヴとの間にあったが、作曲家としての活動は制限されないと考えていた。）
最終的にはマスター・テープをヴァーヴが買い上げることで解決し、録音されたオーケストラ録音を再編集し、マザーズ・オブ・インヴェンションのメンバーやザッパの友人が頭をグランドピアノの中に突っ込んで行った会話も組み合わせて 発売された。ただし、ザッパのマニアの間では、キャピトルから発売される予定だったヴァージョンの音源も出回っているという。ザッパによるとオリジナル･バージョンの4トラック・カートリッジテープはキャピトルから発売されたと言うが、真偽の程は定かではない。
2008年に発表された「Lumpy Money」には、キャピトルから発売予定だった初期バージョン、未発表の"1984 UMRK Remix”が収録されている。
『ウィー・アー・オンリー・イン・イット・フォー・ザ・マニー』（1968年）との2 in 1による初版CDではオリジナル・ステレオ・ミックスで収録されたが、1995年のリマスター版では一部の楽曲がモノラル・ミックスになっている。
本作にコラージュされた会話の一部は、ザッパが死の直前に完成させたアルバム『Civilization Phaze III』（1995年発表）でも、再構成された上で流用された。

## 収録曲
全曲フランク・ザッパ作。
1. ランピー・グレイヴィ・パート I ("Lumpy Gravy, Part One") - 15:49
  1. ザ・ウェイ・アイ・シー・イット、バリー ("The Way I See It, Barry")
  2. デュオデナム ("Duodenum")
  3. オー・ノー ("Oh No")
  4. ビット・オブ・ノスタルジア ("Bit Of Nostalgia")
  5. イッツ・フロム・カンサス ("It's From Kansas")
  6. ボアド・アウト90オーヴァー ("Bored Out 90 Over")
  7. オールモスト・チャイニーズ ("Almost Chinese")
  8. スウィッチング・ガールズ ("Switching Girls")
  9. オー・ノー・アゲイン ("Oh No Again")
  10. アット・ザ・ガス・ステイション ("At the Gas Station")
  11. アナザー・ピックアップ ("Another Pickup")
  12. アイ・ドント・ノー・イフ・アイ・キャン・ゴー・スルー・ディス・アゲイン ("I Don't Know If I Can Go Through This Again")
2. ランピー・グレイヴィ・パート II ("Lumpy Gravy, Part Two") - 15:52
  1. ヴェリー・ディストラウトニング ("Very Distraughtening")
  2. ホワイト・アグリネス ("White Ugliness")
  3. エーメン ("Amen")
  4. ジャスト・ワン・モア・タイム ("Just One More Time")
  5. ア・ヴィシャス・サークル ("A Vicious Circle")
  6. キング・コング ("King Kong")
  7. ドラムス・アー・トゥー・ノイジー ("Drums Are Too Noisy")
  8. カンガルーズ ("Kangaroos")
  9. エンヴェロプス・ザ・バス・タブ ("Envelops the Bath Tub")
  10. テイク・ユア・クロージズ・オフ ("Take Your Clothes Off")

## 参加ミュージシャン
- フランク・ザッパ - 編曲、指揮

### 鍵盤楽器
- ポール・スミス
- マイク・ラング
- リンカーン・マヨルガ
- ピート・ジョリー

### ドラムス
- ジョニー・ゲリン
- フランキー・キャップ
- シェリー・マン

### パーカッション
- エミル・リチャーズ
- ジーン・エステス
- アラン・エステス
- ヴィクター・フェルドマン

### 木管楽器
- テッド・ナッシュ
- ジュールス・ジェイコブ
- ジョン・ロテラ
- バンク・ガードナー
- ドン・クリストリーブ
- ジーン・チプリアーノ

### フレンチホルン
- アーサー・メーベ
- ヴィンセント・デ・ローザ
- リチャード・パリシ

### トランペット
- ジミー・ズィトー

### トロンボーン
- ケネス・シュロイヤー

### ギター
- ジム・ヘインズ
- トニー・テデスコ
- トニー・リジー
- アル・ヴィオラ
- デニス・バディマー

### ベース
- ボブ・ウェスト
- ジョン・バルキン
- ジミー・ボンド
- ライル・リッツ
- チャック・バーグホーファー

### ストリングス
- アレクサンダー・コルトゥン
- ティボー・ゼリグ
- ラルフ・シェーファー
- バーナード・クンデル
- William Kurasch
- ジェイムズ・ゲッツォフ
- フィリップ・ゴールドバーグ
- レオナルド・セリック
- アーノルド・ベルニック
- レオナルド・マラースキー

- ハロルド・エアーズ
- ジェローム・J・レイスラー
- ハリー・ハイアムズ
- Joseph DiFiore
- ジェローム・A・ケスラー
- レイモンド・J・ケリー
- ジョセフ・サクソン
- ジェッサ・エールリヒ
- ハロルド・G・ベムコ